# فرکانس میانی

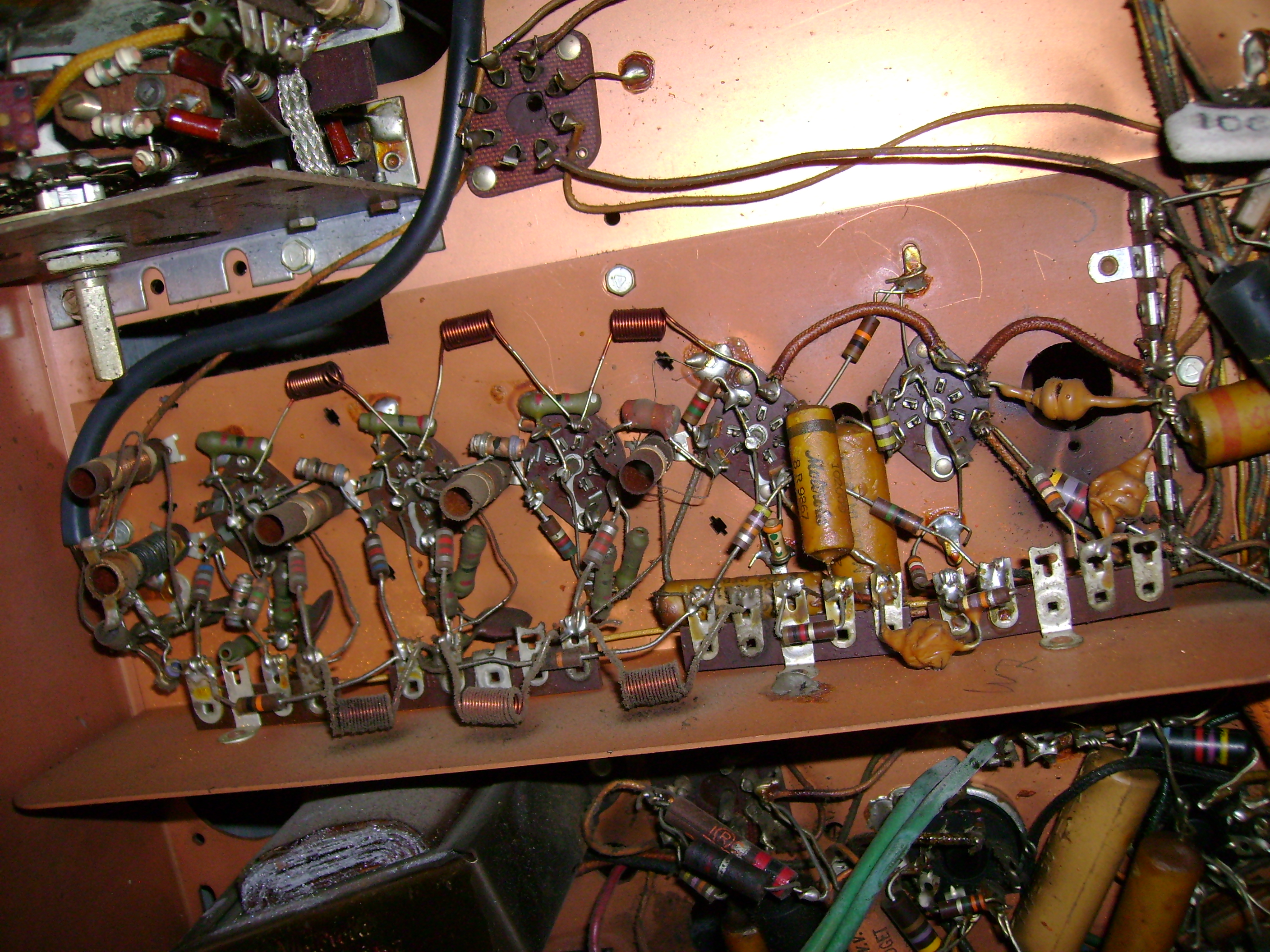
طبقه IF از تلویزیون موتورولا 19K1 در حدود ۱۹۴۹

در مخابرات و مهندسی الکترونیک، فرکانس میانی یا آی‌اف یا بسامد میانی فرکانسی است که موج حامل به عنوان یک مرحله متوسط در ارسال یا دریافت به آن منتقل می‌شود. فرکانس میانی با مخلوط کردن سیگنال حامل با یک سیگنال نوسان‌ساز محلی در فرآیندی به نام هتروداین‌سازی ایجاد می‌شود و در نتیجه سیگنالی در فرکانس زنش یا تفاضل ایجاد می‌شود. فرکانس‌های میانی در گیرنده‌های رادیویی سوپرهترودین استفاده می‌شود، که در آنها سیگنال ورودی برای تقویت قبل از انجام آشکارسازی نهایی به IF منتقل می‌شود.

## نمونه‌ها
- گیرنده‌های رادیویی اِی‌ام: ۴۵۰ کیلوهرتز، ۴۵۵ کیلوهرتز (رایج‌ترین)، ۴۶۰ کیلوهرتز، ۴۶۵ کیلوهرتز، ۴۶۷ کیلوهرتز، ۴۷۰ کیلوهرتز، ۴۷۵ کیلوهرتز و ۴۸۰ کیلوهرتز[۵]
- گیرنده‌های رادیویی اف‌ام: ۲۶۲ کیلوهرتز (رادیوهای ماشین قدیمی)، ۴۵۵ کیلوهرتز، ۱٫۶ مگاهرتز، ۵٫۵ مگاهرتز، ۱۰٫۷ مگاهرتز (رایج‌ترین)، ۱۰٫۸ مگاهرتز، ۱۱٫۲ مگاهرتز، ۱۱٫۷ مگاهرتز، ۱۱٫۸ مگاهرتز، ۱۳٫۴۵ مگاهرتز، ۲۱٫۴ مگاهرتز، ۷۵ مگاهرتز و ۹۸ مگاهرتز در گیرنده‌های سوپرهترودین تبدیل-دوگانه، اولین فرکانس میانی ۱۰٫۷ مگاهرتز اغلب استفاده می‌شود و پس از آن فرکانس میانی دوم ۴۷۰ کیلوهرتز است.[۶]
- گیرنده‌های اف‌ام باندباریک: ۴۵۵ کیلوهرتز (رایج‌ترین)، ۴۷۰ کیلوهرتز[۷]
- گیرنده‌های موج کوتاه: ۱٫۶ مگاهرتز، ۱٫۶ تا ۳٫۰ مگاهرتز، ۴٫۳ مگاهرتز (فقط برای گیرنده‌های ۴۰–۵۰ مگاهرتز). در گیرنده‌های سوپرهترودین تبدیل-دوگانه، اولین فرکانس میانی ۳٫۰ مگاهرتز است گاهی با IF دوم ۴۶۵ کیلوهرتز ترکیب می‌شود.
- گیرنده‌های تلویزیونی آنالوگ با استفاده از سیستم ام:۴۱٫۲۵ مگاهرتز (صدا) و ۴۵٫۷۵ مگاهرتز (ویدیو). توجه داشته باشید، کانال در فرایند تبدیل در سیستم بین‌حامل وارونه می‌شود، بنابراین فرکانس IF صوت کمتر از فرکانس IF ویدیو است. همچنین، هیچ نوسان‌ساز محلی صوت وجود ندارد. حامل ویدئویی تزریق شده به این منظور بکار گرفته شده.
- گیرنده‌های تلویزیونی آنالوگ با استفاده از سیستم B و سیستم‌های مشابه: ۳۳٫۴ مگاهرتز برای صوت و ۳۸٫۹ مگاهرتز برای سیگنال ویدیو (بحث در مورد تبدیل فرکانس همانند سیستم M است)
- ماهواره پیوند رو به بالا - پیوند رو به پایین با تجهیزات: ۷۰ مگاهرتز، ۹۵۰–۱۱۴۵۰ مگاهرتز (باند L) اولین آی‌اف پیوند-رو-به-پایین.
- تجهیزات ریزموج زمینی: ۲۵۰ مگاهرتز، ۷۰ مگاهرتز یا ۷۵ مگاهرتز
- رادار: ۳۰ مگاهرتز
- تجهیزات آزمایش آراف: ۳۱۰٫۷ مگاهرتز، ۱۶۰ مگاهرتز و ۲۱٫۴ مگاهرتز[۸]